# 小常春藤
小常春藤（英語：Little Ivies）是对美国东北部地区多所学术竞争激烈且十分顶尖的私立文理学院的非正式指称。
小常春藤的“小”，源自其成员院校学生规模、学术优异标准、历史上的社会声望和更高选择性的录取。《彭博商业周刊》还指出，小常春藤也因其自身虽小却拥有数额庞大的捐赠基金而闻名。

## 历史
小常春藤包括阿默斯特学院、卫斯理学院和威廉姆斯学院“小三校”，以及贝茨学院、鲍登学院和科尔比学院“缅因三巨头”。该术语的灵感来源于常春藤联盟中哈佛大学、普林斯顿大学和耶鲁大学之间“三巨头”的体育竞争。
1971年，阿默斯特学院、卫斯理学院和威廉姆斯学院与鲍登学院一起成立了新英格兰小型学院体育联盟，其他成员包括贝茨学院、科尔比学院、汉密尔顿学院、明德学院、塔夫茨大学、三一学院和联合学院。联合学院于1977年退出，康涅狄格学院加入。

## 成员
根据《彭博商业周刊》2016年一篇文章，小常春藤包括：
- 阿默斯特学院
- 贝茨学院
- 鲍登学院
- 巴克内尔大学
- 柯盖德大学
- 康涅狄格学院
- 科尔比学院
- 汉密尔顿学院
- 哈弗福德学院
- 明德学院
- 斯沃斯莫尔学院
- 三一学院
- 塔夫茨大学
- 瓦萨学院
- 维思大学
- 威廉姆斯学院
- 联合学院
- 拉斐特学院